# Загір'я (Луківський старостинський округ)
Загі́р'я —  село в Україні, у Самбірському районі Львівської області. Населення становить 781 особи. Входить до складу Рудківської міської громади. Орган місцевого самоврядування — Луківський старостинський округ Рудківської міської ради.

## Історія
18 грудня 1990 р. Виконавчий комітет Львівської обласної Ради народних депутатів вніс в адміністративно-територіальний устрій окремих районів такі зміни: у Самбірському районі: відновив село Загір’я, раніше об’єднане з селом Луки, і підпорядкував його Луківській сільській Раді. 